# Saint-Ciers-d'Abzac

Saint-Ciers-d'Abzac este o comună în departamentul Gironde din sud-vestul Franței. În 2009 avea o populație de 1.316 de locuitori.

## Evoluția populației
| An        | 1975 | 1982 | 1990 | 1999  | 2006  | 2009  |
| --------- | ---- | ---- | ---- | ----- | ----- | ----- |
| Populație | 452  | 603  | 946  | 1.071 | 1.205 | 1.316 |